# خورشید (فیلم)
خورشید (روسی: Сóлнце) فیلمی روسی در سبک زندگینامه‌ای به کارگردانی الکساندر سوکوروف است که در سال ۲۰۰۵ منتشر شد. این فیلم زندگی امپراتور ژاپن شووا (هیروهیتو) را در واپسین روزهای جنگ جهانی دوم به تصویر می‌کشد. این فیلم سومین درام در سه‌گانه سوکوروف شامل تورس درباره ولادمیر لنین در اتحاد شوروی و مولوخ درباره آدولف هیتلر در آلمان نازی است.